# Jan Kees de Jager
Jan Cornelis "Jan Kees" de Jager (sinh ngày 10 tháng 2 năm 1969) là một chính khách người Hà Lan đã nghỉ hưu của đảng Kháng cáo Dân chủ Kitô giáo (CDA). Ông là Giám đốc tài chính của KPN kể từ ngày 1 tháng 11 năm 2014

## Tiểu sử

### Tuổi thơ
De Jager học tại Đại học Kinh doanh Nyenrode, nơi ông nhận bằng Cử nhân Quản trị Kinh doanh năm 1990. Sau đó, ông học tại Đại học Erasmus Rotterdam, nơi ông có bằng Thạc sĩ Khoa học trong Xã hội học Kinh tế và Kinh tế Kinh doanh năm 1994. Ông cũng có bằng Thạc sĩ Luật tại cùng một trường đại học năm 1996.
Năm 1992, khi còn ở trường đại học, De Jager thành lập công ty công nghệ thông tin Spectra Vision. Tất cả các hoạt động kinh doanh đã được bàn giao cho ISM eCompany (Giải pháp sáng tạo trong truyền thông) vào năm 1997, công ty mà De Jager là CEO cho đến khi được bổ nhiệm vào nội các vào ngày 22 tháng 2 năm 2010. Năm 2008, Sana Commerce (B2B e-commerce) đã trở thành công ty con của ISM eCompany.
Ngoài công việc là đối tác quản lý của cơ quan internet Rotterdam ISM eCompany (mà ông đồng sáng lập năm 1992) và Sana Commerce (phần mềm B2B e-commerce) từ năm 2008, De Jager còn tham gia vào các hoạt động khác nhau. Ông là thành viên của ban điều hành của Kháng cáo Dân chủ Kitô giáo và các tổ chức về các vấn đề xã hội và kinh tế khác nhau. Với những đóng góp cho sự thành công của công ty mà anh ấy đã làm việc và nỗ lực của mình trong các lĩnh vực phụ trợ CNTT và sáng tạo khác nhau, De Jager đã nhận được Giải thưởng CNTT cá nhân về CNTT-TT 2006.
Vào tháng 10 năm 2019, KPN tuyên bố rằng De Jager sẽ thôi giữ chức giám đốc tài chính và sẽ được thay thế bởi Chris Figee.

## Đời tư
Năm 2011, De Jager nói rằng ông có quan hệ với một người đàn ông.